# Prasinoxena
Prasinoxena is een geslacht van vlinders van de familie snuitmotten (Pyralidae), uit de onderfamilie Galleriinae.

## Soorten
- P. astroteles Meyrick, 1938
- P. bilineella Hampson, 1901
- P. hemisema Meyrick, 1894
- P. metaleuca Hampson, 1912
- P. monospila Meyrick, 1894
- P. viridissima Swinhoe, 1903